# Liste der Bodendenkmäler in Greven
Die Liste der Bodendenkmäler in Greven enthält die denkmalgeschützten unterirdischen baulichen Anlagen, Reste oberirdischer baulicher Anlagen, Zeugnisse tierischen und pflanzlichen Lebens und paläontologischen Reste auf dem Gebiet der Stadt Greven im Kreis Steinfurt in Nordrhein-Westfalen (Stand: November 2020). Diese Bodendenkmäler sind in Teil B der Denkmalliste der Stadt Greven eingetragen; Grundlage für die Aufnahme ist das Denkmalschutzgesetz Nordrhein-Westfalen (DSchG NRW).
| Bild           | Bezeichnung                           | Lage  | Beschreibung | Bauzeit | Eingetragen seit | Denkmal- nummer |
| -------------- | ------------------------------------- | ----- | ------------ | ------- | ---------------- | --------------- |
|                | Grabhügel                             |       |              |         | 03.06.1986       | 1               |
|                | Grabhügel                             |       |              |         | 03.06.1986       | 2               |
|                | Grabhügel                             |       |              |         | 03.06.1986       | 3               |
| BW             | Landwehrstücke                        | Karte |              |         | 03.06.1986       | 4               |
|                | Grabhügel                             |       |              |         | 03.06.1986       | 5               |
|                | Grabhügel                             |       |              |         | 03.06.1986       | 6               |
|                | Grabhügel                             |       |              |         | 03.06.1986       | 7               |
| weitere Bilder | Ehemalige Burg Schöneflieth           | Karte |              |         | 05.06.1987       | 8               |
| BW             | Haschhoffs Burg                       | Karte |              |         | 30.09.1987       | 9               |
| BW             | Landwehrstück                         | Karte |              |         | 07.03.1989       | 10              |
| BW             | Landwehrstücke                        | Karte |              |         | 07.03.1989       | 11              |
| BW             | Landwehrstücke                        | Karte |              |         | 07.03.1989       | 12              |
| BW             | Landwehrstück                         | Karte |              |         | 07.03.1989       | 13              |
| BW             | Landwehrstücke                        | Karte |              |         | 07.03.1989       | 14              |
| BW             | Burg Schöneflieth - Zollturm          | Karte |              |         | 25.08.1993       | 15              |
| weitere Bilder | Max-Clemens-Kanal auf Grevener Gebiet | Karte |              |         | 11.09.1997       | 16              |